# Campeonato Mundial de Balonmano Masculino de 1964

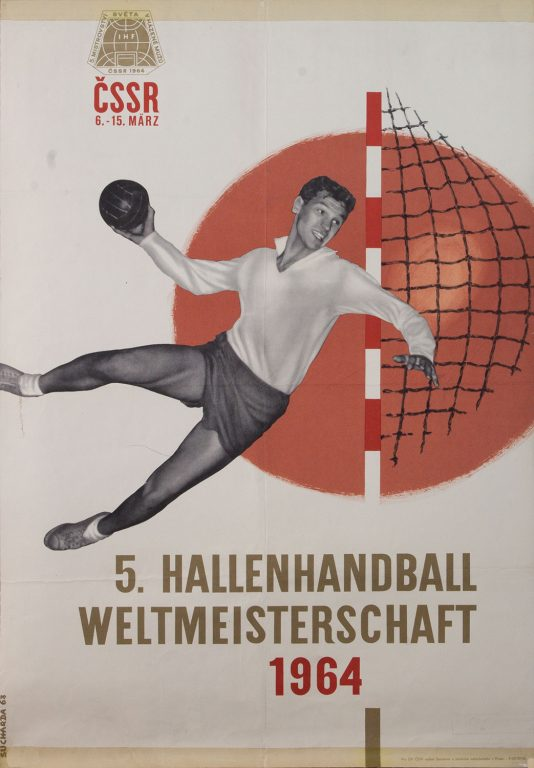
Poster

El V Campeonato Mundial de Balonmano Masculino se celebró en Checoslovaquia entre el 6 y el 15 de marzo de 1964 bajo la organización de la Federación Internacional de Balonmano (IHF) y la Federación Checoslovaca de Balonmano.

## Primera fase

### Grupo A
| Equipo         | J | G | E | P | G+ | G- | DG  | PTS |
| -------------- | - | - | - | - | -- | -- | --- | --- |
| RFA            | 3 | 2 | 1 | 0 | 50 | 37 | +13 | 5   |
| Yugoslavia     | 3 | 1 | 2 | 0 | 50 | 31 | +19 | 4   |
| RDA            | 3 | 1 | 1 | 1 | 44 | 35 | +9  | 3   |
| Estados Unidos | 3 | 0 | 0 | 3 | 25 | 66 | -41 | 0   |

- Resultados

| Fecha | Partido¹   | Partido¹ | Partido¹       | Resultado |
| ----- | ---------- | -------- | -------------- | --------- |
| 06.03 | RFA        | -        | Yugoslavia     | 14-14     |
| 06.03 | RDA        | -        | Estados Unidos | 20-9      |
| 07.03 | Yugoslavia | -        | Estados Unidos | 22-3      |
| 07.03 | RFA        | -        | RDA            | 12-10     |
| 09.03 | Yugoslavia | -        | RDA            | 14-14     |
| 09.03 | RFA        | -        | Estados Unidos | 24-13     |

- (¹) – En Zlín y Uherské Hradiště.

### Grupo B
| Equipo   | J | G | E | P | G+ | G- | DG  | PTS |
| -------- | - | - | - | - | -- | -- | --- | --- |
| Suecia   | 3 | 2 | 0 | 1 | 51 | 31 | +20 | 4   |
| Hungría  | 3 | 2 | 0 | 1 | 45 | 36 | +9  | 4   |
| Islandia | 3 | 2 | 0 | 1 | 40 | 39 | +1  | 4   |
| Egipto   | 3 | 0 | 0 | 3 | 28 | 58 | -30 | 0   |

- Resultados

| Fecha | Partido¹ | Partido¹ | Partido¹ | Resultado |
| ----- | -------- | -------- | -------- | --------- |
| 06.03 | Suecia   | -        | Hungría  | 15-8      |
| 06.03 | Islandia | -        | Egipto   | 16-8      |
| 07.03 | Hungría  | -        | Egipto   | 16-9      |
| 07.03 | Islandia | -        | Suecia   | 12-10     |
| 09.03 | Hungría  | -        | Islandia | 21-12     |
| 09.03 | Suecia   | -        | Egipto   | 26-11     |

- (¹) – Todos en Bratislava.

### Grupo C
| Equipo         | J | G | E | P | G+ | G- | DG  | PTS |
| -------------- | - | - | - | - | -- | -- | --- | --- |
| Checoslovaquia | 3 | 3 | 0 | 0 | 63 | 35 | +28 | 6   |
| Dinamarca      | 3 | 2 | 0 | 1 | 53 | 40 | +13 | 4   |
| Suiza          | 3 | 1 | 0 | 2 | 38 | 56 | -18 | 2   |
| Francia        | 3 | 0 | 0 | 3 | 41 | 64 | -23 | 0   |

- Resultados

| Fecha | Partido¹       | Partido¹ | Partido¹  | Resultado |
| ----- | -------------- | -------- | --------- | --------- |
| 06.03 | Checoslovaquia | -        | Francia   | 23-14     |
| 06.03 | Dinamarca      | -        | Suiza     | 16-13     |
| 07.03 | Suiza          | -        | Francia   | 15-14     |
| 07.03 | Checoslovaquia | -        | Dinamarca | 14-11     |
| 09.03 | Dinamarca      | -        | Francia   | 23-16     |
| 09.03 | Checoslovaquia | -        | Suiza     | 26-10     |

- (¹) – Todos en Praga.

### Grupo D
| Equipo  | J | G | E | P | G+ | G- | DG  | PTS |
| ------- | - | - | - | - | -- | -- | --- | --- |
| Rumania | 3 | 3 | 0 | 0 | 70 | 36 | +34 | 6   |
| URSS    | 3 | 1 | 0 | 2 | 65 | 39 | +26 | 2   |
| Noruega | 3 | 1 | 0 | 2 | 37 | 47 | -10 | 2   |
| Japón   | 3 | 1 | 0 | 2 | 40 | 90 | -50 | 2   |

- Resultados

| Fecha | Partido¹ | Partido¹ | Partido¹ | Resultado |
| ----- | -------- | -------- | -------- | --------- |
| 06.03 | Rumania  | -        | URSS     | 16-14     |
| 06.03 | Japón    | -        | Noruega  | 18-14     |
| 07.03 | URSS     | -        | Japón    | 40-10     |
| 07.03 | Rumania  | -        | Noruega  | 18-10     |
| 09.03 | Noruega  | -        | URSS     | 13-11     |
| 09.03 | Rumania  | -        | Japón    | 36-12     |

- (¹) – Todos en Pardubice.

## Segunda fase

### Grupo I
| Equipo     | J | G | E | P | G+ | G- | DG | PTS |
| ---------- | - | - | - | - | -- | -- | -- | --- |
| Suecia     | 3 | 2 | 0 | 1 | 46 | 42 | +4 | 4   |
| RFA        | 3 | 1 | 1 | 1 | 45 | 41 | +4 | 3   |
| Yugoslavia | 3 | 1 | 1 | 1 | 48 | 52 | -4 | 3   |
| Hungría    | 3 | 1 | 0 | 2 | 42 | 46 | -4 | 2   |

- Resultados

| Fecha | Partido¹   | Partido¹ | Partido¹   | Resultado |
| ----- | ---------- | -------- | ---------- | --------- |
| 11.03 | Hungría    | -        | RFA        | 19-15     |
| 11.03 | Suecia     | -        | Yugoslavia | 23-18     |
| 13.03 | Yugoslavia | -        | Hungría    | 16-15     |
| 13.03 | RFA        | -        | Suecia     | 16-8      |

- (¹) – Todos en Praga.

### Grupo II
| Equipo         | J | G | E | P | G+ | G- | DG  | PTS |
| -------------- | - | - | - | - | -- | -- | --- | --- |
| Rumania        | 3 | 3 | 0 | 0 | 57 | 44 | +13 | 6   |
| Checoslovaquia | 3 | 2 | 0 | 1 | 47 | 42 | +5  | 4   |
| URSS           | 3 | 1 | 0 | 2 | 46 | 48 | -2  | 2   |
| Dinamarca      | 3 | 0 | 0 | 3 | 40 | 56 | -16 | 0   |

- Resultados

| Fecha | Partido¹       | Partido¹ | Partido¹       | Resultado |
| ----- | -------------- | -------- | -------------- | --------- |
| 11.03 | Checoslovaquia | -        | URSS           | 18-15     |
| 11.03 | Rumania        | -        | Dinamarca      | 25-15     |
| 13.03 | URSS           | -        | Dinamarca      | 17-14     |
| 13.03 | Rumania        | -        | Checoslovaquia | 16-15     |

- (¹) – Todos en Praga.

## Fase final

### Partidos de clasificación
Séptimo lugar
| Fecha | Partido¹  | Partido¹ | Partido¹ | Resultado |
| ----- | --------- | -------- | -------- | --------- |
| 15.03 | Dinamarca | -        | Hungría  | 23-14     |

- (¹) – En Praga.

Quinto lugar
| Fecha | Partido¹ | Partido¹ | Partido¹   | Resultado |
| ----- | -------- | -------- | ---------- | --------- |
| 14.03 | URSS     | -        | Yugoslavia | 27-18     |

- (¹) – En Praga.

### Tercer lugar
| Fecha | Partido¹       | Partido¹ | Partido¹ | Resultado |
| ----- | -------------- | -------- | -------- | --------- |
| 14.03 | Checoslovaquia | -        | RFA      | 22-15     |

- (¹) – En Praga.

### Final
| Fecha | Partido¹ | Partido¹ | Partido¹ | Resultado |
| ----- | -------- | -------- | -------- | --------- |
| 15.03 | Rumania  | -        | Suecia   | 25-22     |

- (¹) – En Praga.

## Medallero
|         |        |                |
| Rumanía | Suecia | Checoslovaquia |

## Estadísticas

### Clasificación general
| 1. Rumania         |
| 2. Suecia          |
| 3. Checoslovaquia  |
| 4. RFA             |
| 5. URSS            |
| 6. Yugoslavia      |
| 7. Dinamarca       |
| 8. Hungría         |
| 9. Islandia        |
| 10. RDA            |
| 11. Noruega        |
| 12. Suiza          |
| 13. Japón          |
| 14. Francia        |
| 15. Egipto         |
| 16. Estados Unidos |

### Máximos goleadores
| Núm. | Nombre         | País       | Goles |
| ---- | -------------- | ---------- | ----- |
| 1    | András Fenyő   | Hungría    | 32    |
| 1    | Josip Milković | Yugoslavia | 32    |
| 1    | Hans Moser     | Rumania    | 32    |

## Medallistas
| · Rumania | · Suecia | Checoslovaquia |
| Ioan Bogolea Michael Redl Virgil Tale Aurel Bulgaru Mircea Costache I Mircea Costache II Gheorghe Gruia Virgil Hnat Petre Ivănescu Josef Jakob Hans Moser Cezar Nica Olimpiu Nodea Cornel Oțelea Ion Popescu | Rolf Almqvist Per-Ove Arkevall Lennart Augustsson Gösta Carlsson Hans Collin Björn Danell Leif Gustafsson Kjell Jarlenius Bengt Johansson Kjell Jönsson Gunnar Kämpendahl Lennart Kärrström Donald Lindblom Bengt Nedvall Stig-Lennart Olsson Lennart Ring | František Arnošt Ladislav Beneš František Brůna Zdeněk Černý Jiří Djakov Václav Duda Antonín Frolo Rudolf Havlík František Herman Vojtěch Mareš Zdeněk Rada Jaroslav Rážek Vladimír Seruga Josef Trojan Jiří Vícha Jan Vitoslavský |
| Ioan Kunst Ghermănescu (Entrenador) | Curt Wadmark (Entrenador) | Jaroslav Mráz, Bedřich König (Entrenador) |